# جيمس بيرنهام
جيمس بيرنهام (بالإنجليزية: James Burnham) (ولد في 22 نوفمبر عام 1905 وتوفي في 28 يوليو عام 1987) كان فيلسوفًا أمريكيًا ومنظرًا سياسيًا. كان بيرنهام ناشطًا تروتسكيًا بارزًا في ثلاثينيات القرن الماضي، فضلًا عن كونه انعزاليًا معروفًا. في سنوات لاحقة، ترك بيرنهام الماركسية وأصبح مفكرًا عامًا في حركة السياسة المحافظة في الولايات المتحدة. تكهن كتابه تحت عنوان «الثورة الإدارية» الذي نشره عام 1941 بمستقبل الرأسمالية. كان بورنهام أيضًا محررًا ومساهمًا في نشرة الحزب المحافظ الأمريكي «ناشونال ريفيو» حول مواضيع متنوعة. 

## سيرته

### النشأة
ولد في شيكاغو بولاية إلينوي في 22 نوفمبر عام 1905، وكان جيمس بيرنهام ابن كلود جورج بيرنهام، مهاجر إنجليزي ومدير تنفيذي في سكة حديد بيرلينجتون. نشأ جيمس على كونه من الروم الكاثوليك، لكنه رفض الكاثوليكية عندما أصبح طالبًا جامعيًا، معترفًا بالإلحاد طيلة حياته (إلا أنه عاد إلى الكنيسة قبل وفاته بوقت قصير). تخرج بالمرتبة الأولى على صفه في جامعة برينستون قبل أن يلتحق بكلية باليول في جامعة أوكسفورد، حيث كان من بين أساتذته جون رونالد تولكين ومارتن داركي. في عام 1929، أصبح أستاذ الفلسفة في جامعة نيويورك.
في عام 1934، تزوج من مارسيا لايتنر. 

### التروتسكية
في عام 1933، ساهم بيرنهام، إلى جانب سيدني هوك، في تنظيم حزب العمال الأميركي بقيادة وزير السلام الهولندي الأصل أبراهام جوهانس موستي. أيد بيرنهام الاندماج مع الرابطة الشيوعية الأميركية التي شكلت حزب العمال الاميركي عام 1934. في عام 1935، تحالف مع الجناح التروتسكي لذلك الحزب وأيد الاندماج مع الحزب الاشتراكي الأميركي. خلال تلك الفترة، أصبح صديقا لليون تروتسكي. مع كتابته لمجلة «بارتيزان ريفيو» كان بورنهام أيضا من بين الشخصيات المهمة التي أثرت على عدد من الكتاب من بينهم دوايت ماكدونالد وفيليب راف. إلا أن خوض بيرنهام في التروتسكية كان قصير الأمد: إذ برزت عدة خلافات منذ عام 1937.
في عام 1937، طُرد التروتسكيون من الحزب الاشتراكي، وهو الإجراء الذي أدى إلى تشكيل حزب العمال الاشتراكي في نهاية العام. داخل حزب العمال الاشتراكيين، تحالف بيرنهام مع ماكس شاتشتمان في معركة فصائل حول منصب الفصيل الغالب في الحزب، بقيادة جيمس بي. كانون، وبدعم من ليون تروتسكي، مدافعين عن الاتحاد السوفييتي بكونه دولة للعمال المتردين أمام بطش الامبريالية. بعد شهادتهما المعاهدة النازية السوفييتية عام 1939، وغزو بولندا ولاتفيا وليتوانيا واستونيا على يد نظام جوزيف ستالين، فضلا عن الغزو السوفييتي لفنلندا في نوفمبر عام 1939، وصل كل من شاتشمان وبيرنهام إلى قناعة أن الاتحاد السوفييتي شكل جديد من أشكال المجتمع الطبقي الإمبريالي، وبالتالي فإنه لم يكن جديرًا حتى من الحركة الاشتراكية.
في شهر فبراير من العام 1940، كتب «العلم والأسلوب: رد على الرفيق تروتسكي» حيث كسر المادية الجدلية. في هذا النص، يرد بيرنهام على طلب تروتسكي بأن يوجه انتباهه إلى «تلك الأعمال التي من شأنها أن تحل محل المادية الجدلية للبروليتاريا» بإشارته إلى أصول الرياضيات لراسل ووايتهيد و«العلماء والرياضيون والمنطقيون يصبون جهودهم ضمن الموسوعة الجديدة للعلوم الموحدة».
وبعد نقاش مطول داخل حزب العمال الاشتراكيين، حيث جادلت الفصائل قضيتها في سلسلة من بيانات المناقشات الداخلية الساخنة، قرر المؤتمر الوطني الثالث الخاص للمنظمة في أوائل نيسان عام 1940 المسألة لصالح أغلبية كانون بتوصيت بلغ 55 صوت مقابل 31. رغم أن الأغلبية سعت إلى تجنب الانقسام وسماحها بتمثيل نسبي للأقلية من جهة اللجنة الوطنية الحاكمة للحزب، استقال كل من شاتشمان وبيرنهام ومؤيدوهم من حزب العمال الاشتراكيين لإطلاق منظمتهم الخاصة، التي أسموها مرة أخرى، حزب العمال.

## وصلات خارجية
- جيمس بيرنهام على موقع مونزينجر (الألمانية)